# 王修行
王修行，字子恪，號欲敏，河南開封府陈州人。明朝政治人物、進士出身。

## 生平
萬曆十六年（1588年）戊子科舉人，十七年（1589年）己丑科進士，工部觀政，七月丁憂。二十年初授行人司行人，擢任户部主事，管御馬草场，二十六年督朝鲜東征粮储，本年管德州倉，三十年升郎中，三十二年補原职，三十三年以京察左遷永平府通判。

## 家族
曾祖王文舉。祖父王相。父王汝松，以子貴赠行人司行人。